# Ghiyath ad-Din Dawud
 (signalé en mai 2025).
Si vous disposez d'ouvrages ou d'articles de référence ou si vous connaissez des sites web de qualité traitant du thème abordé ici, merci de compléter l'article en donnant les références utiles à sa vérifiabilité et en les liant à la section « Notes et références ».
- Archive Wikiwix
- Bing
- Cairn
- DuckDuckGo
- E. Universalis
- Gallica
- Google
- G. Books
- G. News
- G. Scholar
- Persée
- Qwant
- (zh) Baidu
- (ru) Yandex
- (wd) trouver des œuvres sur Wikidata

Dawud , Davud  ou Da'ud, fils du sultan seldjoukide Muhammad Ier, il succède à son frère Mahmud II à sa mort en 1131 et règne brièvement sur le Jibal et l'Azerbaïdjan iranien. En guerre avec ses frères Mas'ud et Toghrul II, il est déposé par le dernier dès 1132. 